# James Bourne

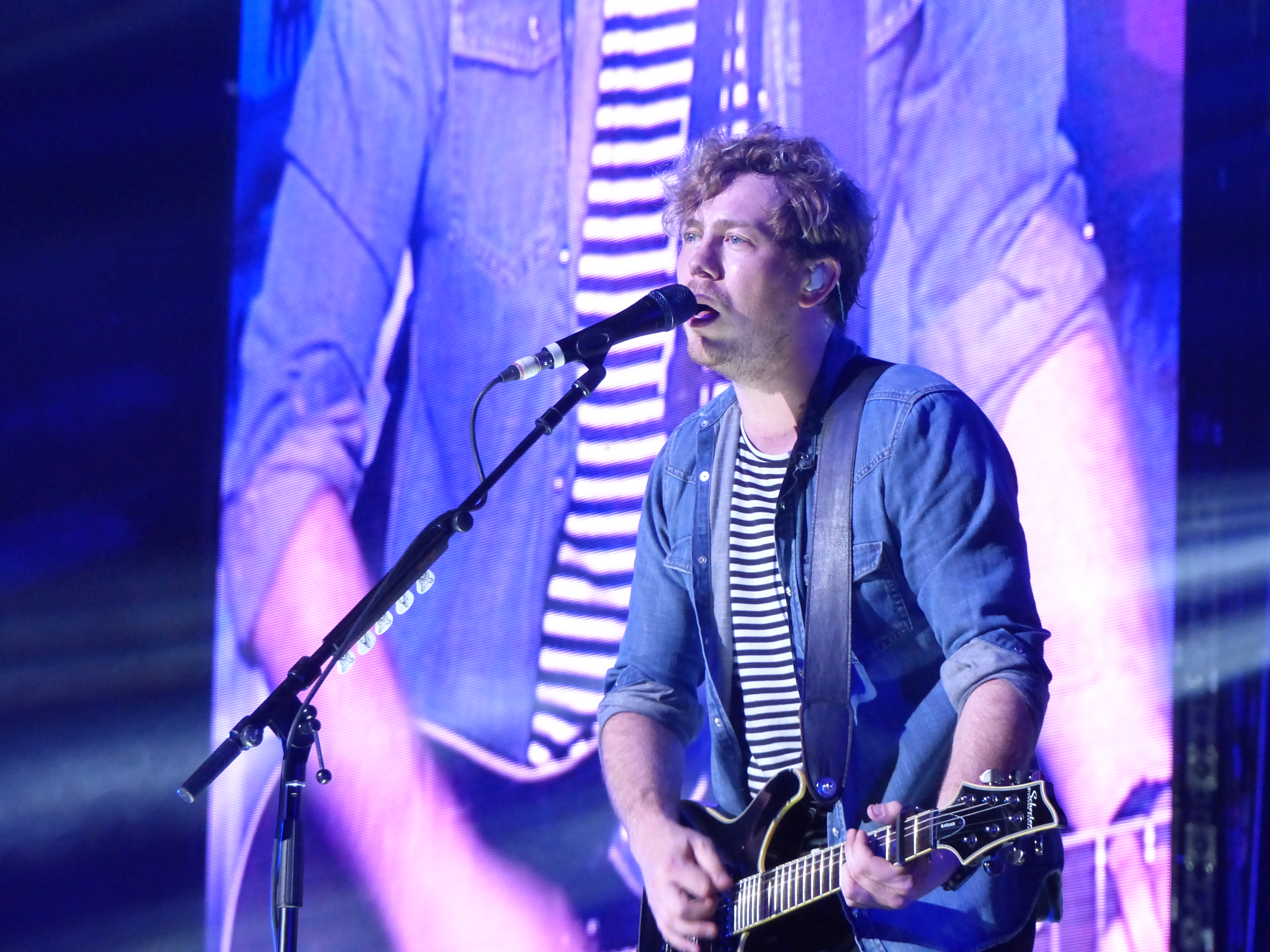
James Bourne (2016)

James Elliot Bourne (* 13. September 1983 in Southend-on-Sea, Essex) ist ein englischer Musiker. Nachdem sich seine erste Band Busted (bestehend aus Charles Robert Simpson, Matthew James Willis und James Elliot Bourne) getrennt hatte, gründete er die Band Son of Dork.

## Werdegang
Bourne war ein Mittelklassenkind. Sein Vater Peter hatte eine ertragreiche Import-Export-Firma gegründet. James war das erste Kind der Familie Bourne, ihm folgten Nick, Melissa und Chris.
Aufgrund seiner Pollenallergie war es beinahe unmöglich für Bourne die Schulpause im Freien zu verbringen. Als Zeitvertreib spielte er Gitarre, wodurch er seine Liebe zur Musik entdeckte. Als Teenager gründete er die Band Sic Puppy, die aus zwei weiteren Mitgliedern bestand und hauptsächlich Nirvana- und Green-Day-Songs coverte. Da sie wenig erfolgreich waren, trennten sie sich schließlich. Bourne ging aufs College, um an einem Kurs für Musikwissenschaften teilzunehmen. Auf einem Konzert in Southend traf er seinen Freund Matthew James Willis. Sie gründeten die Band Busted mit Charlie Simpson. Bourne verließ das College und übernahm den Gesang, das Songschreiben und die E-Gitarre. Besonders erfolgreich war die Band in England und Japan. 2005 trennte sich Busted schließlich, da Simpson mit seiner Band Fightstar auf Tournee gehen wollte.
Bourne gründete eine neue Band namens Son Of Dork. Sie konzentrierten sich auf England, wo sie einige Erfolge verzeichnen konnten. Nachdem sich Son of Dork 2008 ebenfalls getrennt hatte, begann Bourne verschiedene Solo-Projekte wie Future boy und sein 2009 veröffentlichtes Album.
Des Weiteren hat Bourne zusammen mit Elliot Davis das Musical Loserville geschrieben und komponiert, welches 2012–2013 in Londoner Westend aufgeführt wurde. Hierfür wurden viele Son-of-Dork-Lieder umgeschrieben und verwendet. Die Zusammenarbeit mit Davis klappte so gut, dass sie kurz darauf ein zweites Musical schrieben namens Out There.
2013 vereinten Bourne und Matt Willis Busted wieder. Da Charlie Simpson jedoch auf Tour mit seinem Soloalbum war, erbaten sie Hilfe von der befreundeten Band McFly und formten so McBusted.
McBusted hat sich 2015 wieder getrennt, weil nun auch Simpson die Wiedervereinigung wollte. Somit hat sich Busted 2015 neu gegründet.